# بحيرة الظلام (رواية)
بحيرة الظلام The Lake of Darkness- رواية للكاتبة البريطانية روث ريندل Routh Rendell ، تم نشرها للمرة الأولى عام 1980م
الرواية حائزة على جائزة الكتاب الوطني لمجلس الفنون عام 1981م، وعنوان الرواية مستوحى من اقتباس من مسرحية الملك لير للكاتب المسرحي وليم شكسبير. "اتصل بي فراتيريتو، وأخبرني أن نيرو صياد في بحيرة الظلام. صلوا، أيها الأبرياء، واحذروا الشرير الشرير".

## الملخص
تدور أحداث الرواية في منطقة ما في شمال لندن، وبطل الرواية هو مارتن أوربان، وهو شاب محاسب أعزب يعيش حياة مريحة وراضية ومملة إلى حد ما، في شقته الخاصة، ومعه عامل نظافة كبير السن، ويزوره والداه بإنتظام في شقته، مارتن وبشكل غير متوقع يفوزبمبلغ كبير من المال في ملعب لكرة القدم، ولكنه يرفض أن يخبر أو يشارك أحد عملائه هذا الخبر، خاصة ذلك العميل الذي اشتري له التذكرة الفائزة، وهو ممثل محطم وضعيف، وفجأة يقرر مارتن التبرع بنصف ثروته. ولكنه يندهش ويفزع من ايماءات الآخرين لهذا التصرف، وفجأة تظهر فرانشيسكا وتدخل حياة مارتن وهي فتاة غامضة تعمل في محل لبيع الزهور وتأسر قلبه. كما يلتقي أيضًا بفين، الابن الملتوي المكتفي ذاتيًا لعاملة تنظيف والدته، لينا، وهي سيدة غريبة الأطوار ضعيفة منغمسة في علم التنجيم والبلورات والتارو وما إلى ذلك. ويعمل فين كعامل ماهر لدى مالك عقار مراوغ، والذي يدفع له لطرد المستأجرين من عقاراته المستأجرة. أصبحت سذاجة مارتن ونواياه الطيبة في غير محلها متشابكة بشكل قاتل مع جنون فين المروع ومكائد الآخرين حول مارتن الذي فشل تمامًا في فهمها. النتيجة المأساوية تفتح عيون مارتن وتدمر حياته.